# تهاتف مرئي

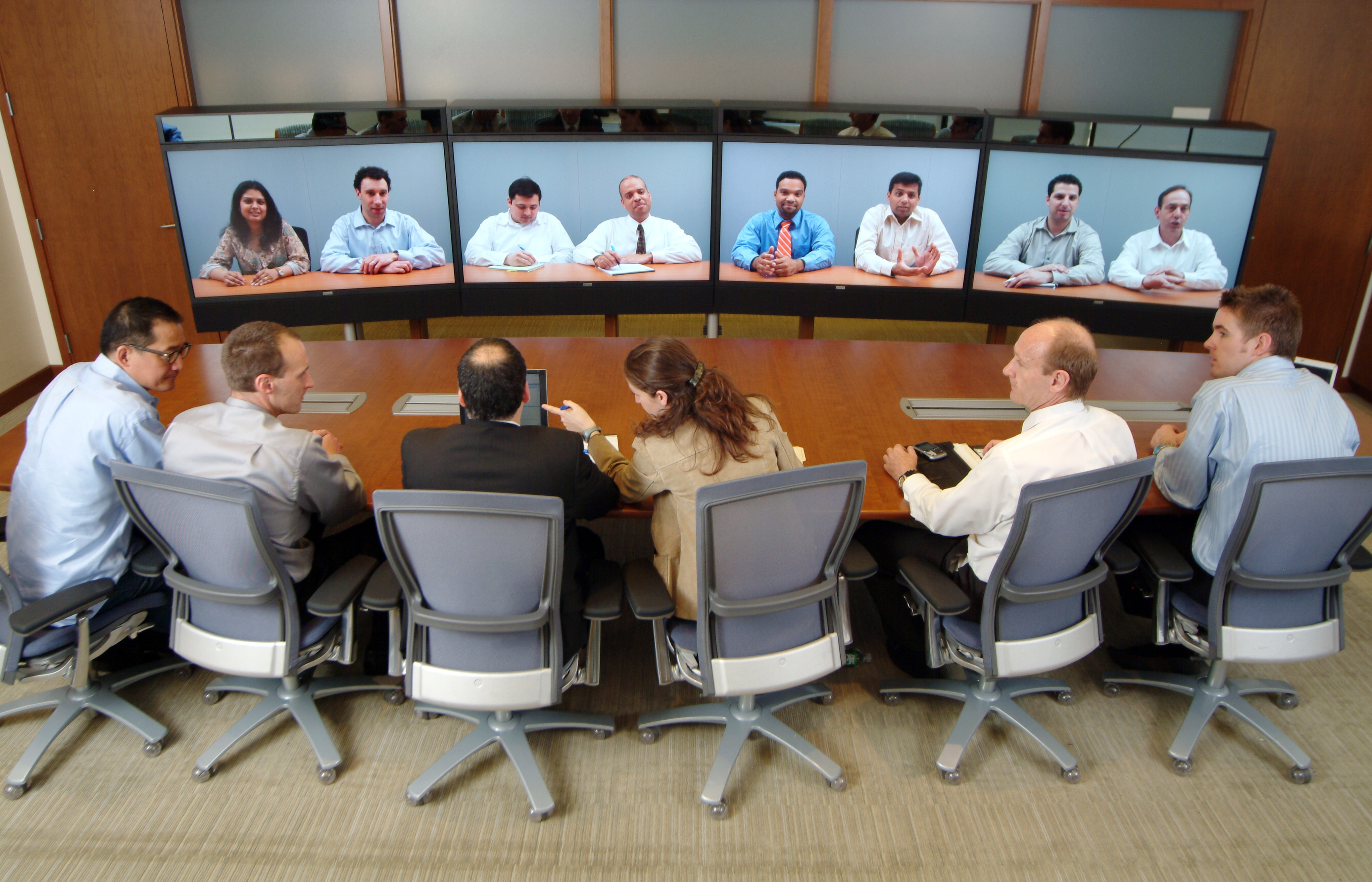

يشمل التهاتف المرئي تقنيات استقبال وإرسال الإشارات الصوتية والمرئية من قبل المستخدمين في مواقع مختلفة، للتواصل بين الأشخاص في الزمن الحقيقي. هاتف الفيديو هو هاتف مزود بشاشة عرض، قادر على نقل الفيديو والصوت المتزامنين للتواصل بين الأشخاص في الزمن الحقيقي. يعني عقد المؤتمرات عن طريق الفيديو استخدام هذه التقنية لعقد اجتماع لمجموعة أو لمنظمة بدلاً من أفراد، في مؤتمر عبر الفيديو. قد يشير مصطلح الحضور عن بُعد إما إلى نظام مهاتفة فيديوية عالي الجودة (الهدف منه هو خلق الوهم بأن المشاركين عن بُعد في نفس الغرفة) أو إلى تقنية الالتقاء، التي تذهب أبعد من استخدام الفيديو وتصل إلى استخدام الروبوتات (مثل التنقل حول الغرفة أو التلاعب فيزيائيًا بالأشياء). يُسمى عقد المؤتمرات المرئية أيضًا باسم «المشاركة المرئية» وهو نوع من البرمجيات الجماعية.
بالرغم من أن تطوير تقنية المؤتمرات الفيديوية بدأ في أواخر القرن التاسع عشر، فقد أصبحت التقنية متاحة للجمهور بدءًا من ثلاثينيات القرن العشرين فقط. رُكبت هذه النسخ التجريبية المبكرة في «مقصورات» في مكاتب البريد وعرضت في مختلف المعارض العالمية. استغرق الأمر حتى 1970 لشركة إيه تي آند تي لإطلاق أول نظام مؤتمرات فيديوية حقيقي، يمكن فيه لأي شخص الاشتراك في الخدمة والحصول على التكنولوجيا في المنزل أو المكتب. وشملت المهاتفة المرئية أيضًا «هواتف الصور» التي تتبادل الصور الثابتة بين الوحدات كل بضع ثوان عبر خطوط خدمة الهاتف التقليدية الصرفة (بي أو تي إس)، التي تشبه في الأساس التصوير التلفزيوني بالمسح الضوئي البطيء. سمح تطوير برامج ترميز وفك ترميز متقدم للفيديو، ووحدات معالجة مركزية أكثر قوة، وخدمات اتصالات عبر الإنترنت ذات عرض حزمة عالٍ في أواخر التسعينيات من القرن العشرين، للهواتف المرئية بتوفير خدمة عالية الجودة منخفضة التكلفة بين المستخدمين تقريبًا في أي مكان في العالم يتوفر فيه الإنترنت.
على الرغم من عدم استخدامها على نطاق واسع في الاتصالات اليومية مثل الاتصالات الصوتية فقط والتواصل النصي، فقد شملت التطبيقات المفيدة الإرسال باستخدام لغة الإشارة للأشخاص الصم والذين يعانون من اضطرابات النطق، والتعليم عن بعد، والطب عن بعد، والتغلب على مشكلات التنقل. تُستخدم أيضًا في البيئات التجارية والمؤسسية لتسهيل الاجتماعات والمؤتمرات، عادة بين الأطراف التي أقامت علاقات بالفعل. بدأت مؤسسات وسائط الأخبار في استخدام تقنيات سطح المكتب مثل سكايب لتوفير صوت أعلى بالجودة من شبكة الهاتف، وروابط فيديو بتكلفة أقل بكثير من إرسال معدات احترافية أو استخدام استوديو محترف. تستخدم تقنيات المهاتفة المرئية الأكثر شيوعًا الإنترنت بدلاً من شبكة الهاتف الأرضي التقليدية، حتى أنها تأخذ بالحسبان بروتوكولات شبكة الهاتف الرقمية العصرية التي تستخدم بيانات مجمعة كتليًا، على الرغم من أن برامج المهاتفة المرئية تعمل بشكل شائع على الهواتف الذكية.

## تاريخ
جرى تصور مفهوم المهاتفة عبر الفيديو لأول مرة في أواخر سبعينيات القرن التاسع عشر في كل من الولايات المتحدة وأوروبا، على الرغم من أن العلوم الأساسية التي تسمح بإجراء تجاربه المبكرة جدًا استغرقت ما يقارب نصف قرن لكي تكتشف. جُسد المفهوم لأول مرة في الجهاز الذي أصبح يعرف باسم هاتف الفيديو أو الهاتف المرئي، وتطور من البحث والتجريب المكثف في العديد من مجالات الاتصالات عن بعد، لا سيما الإبراق الكهربائي والتهاتف والراديو والتلفاز.
كان بالإمكان إنشاء اتصال فيديو مرئي تناظري بسيط في وقت مبكر يعود إلى اختراع التلفزيون. تكون النظام السابق عادةً من نظامين تلفزيونيين بدائرة تلفزيونية مغلقة متصلة عبر كبل محوري أو عبر الراديو. ومن الأمثلة على ذلك شبكة هاتف الفيديو الألمانية في مكتب البريد (بالألمانية: Reich Postzentralamt) التي كانت تخدم برلين والعديد من المدن الألمانية عبر الكابلات المحورية بين عامي 1936 و1940.
بدأ تطوير تقنية مؤتمرات الفيديو كخدمة للاشتراك في النصف الأخير من عشرينيات القرن العشرين في المملكة المتحدة والولايات المتحدة، مدفوعًا بصورة خاصة من قبل جون لوجي بيرد ومختبرات بل لشركة إيه تي آند تي. كان تطوير هذه التقنية جزئيًا، على الأقل بالنسبة لـ إيه تي آند تي، لتكون بمثابة ملحق مكمل لاستخدام الهاتف. تعتقد العديد من المنظمات أن المهاتفة عبر الفيديو ستكون أفضل من الاتصالات الصوتية العادية. فشلت محاولات استخدام شبكات الاتصال الهاتفي العادية بإرسال فيديو المسح البطيء، مثل الأنظمة الأولى التي طورتها شركة إيه تي آند تي، والتي بُحثت لأول مرة في الخمسينيات من القرن العشرين، وكان فشلها في الغالب بسبب رداءة جودة الصورة وعدم وجود تقنيات فعالة لضغط للفيديو.
في أول رحلة فضائية مأهولة، استخدمت وكالة ناسا وصلتي فيديو بترددات لاسلكية (تردد فوق عالٍ أو تردد عالٍ جدًا)، واحدة في كل اتجاه. تستخدم القنوات التلفزيونية بصورة روتينية هذا النوع من المهاتفة المرئية عند تقديم الأخبار من مواقع بعيدة. أصبحت وسائل الإعلام الإخبارية مستخدمًا منتظمًا للروابط المحمولة مع الأقمار الصناعية باستخدام شاحنات مجهزة خصيصًا، وبعد ذلك بفترة كبيرة استخدمت الاتصال عبر هواتف الأقمار الصناعية خاصة في حقائب. على أي حال كانت هذه التقنية مكلفة للغاية، ولا يمكن استخدامها لتطبيقات مثل الطب عن بعد والتعليم عن بعد واجتماعات العمل.
تُوجت عقود البحث والتطوير في الإطلاق التجاري لعام 1970 لخدمة الهاتف الصوري لشركة إيه تي آند تي، التي توفرت في مدن مختارة. ولكن، فشل النظام تجاريًا، ويرجع ذلك أساسًا إلى عدم مبالاة المستهلك وتكاليف الاشتراك المرتفعة ونقص تأثير الشبكة، مع وجود بضع مئات من الهواتف الصورية في العالم فقط، كان لدى المستخدمين عدد قليل جدًا من جهات الاتصال التي يمكنهم الاتصال بها فعلاً، ولم يكن التوافق التشغيلي مع أنظمة الهواتف الفيديوية الأخرى سيوجد إلا بعد عقود من الزمن.
استمرت أنظمة مؤتمرات الفيديو باهظة الثمن في التطور طوال الثمانينيات والتسعينيات من القرن العشرين. أعطت المعدات المشمولة بحقوق الملكية والبرمجيات ومتطلبات الشبكة المجال للتقنيات القائمة على المعايير التي كانت متاحة لأي شخص للشراء بتكلفة معقولة. فقط في أواخر القرن العشرين مع ظهور برامج ترميز وفك ترميز للفيديو قوية جنبًا إلى جنب مع خدمات الإنترنت ذات النطاق العريض عالي السرعة وخدمة الشبكة الرقمية للخدمات المتكاملة (آي إس دي إن) أصبحت المهاتفة المرئية تقنية عملية للاستخدام المنتظم.

### المهاتفة الفيديوية الرقمية
أصبحت المهاتفة الفيديوية الرقمية العملية متاحة فقط مع التقدم في تقنيات ضغط الفيديو، بسبب متطلبات وجود عرض حزمة كبير بصورة غير عملية لنقل الفيديو غير المضغوط. للحصول على فيديو بجودة منظومة العرض المرئي (في جي إيه) (دقة 480 بي ومع 256 لون) مع فيديو غير مضغوط خام، سيتطلب عرض الحزمة الواحدة أكثر من 92 ميجابت في الثانية. من أهم تقنيات الضغط التي مكنت المهاتفة الفيديوية الرقمية والمؤتمرات المرئية العملية تحويل جيب التمام المتقطع (دي سي تي). صُمم دي سي تي، وهو شكل من أشكال الضغط مع فقد للمعلومات، في عام 1972 من قبل ناصر أحمد، الذي طور الخوارزمية مع تي. ناتاراجان وكي. ر. راو في جامعة تكساس في عام 1973. أصبحت خوارزمية دي سي تي أساسًا لمعيار تشفير الفيديو العملي الأول الذي كان مفيدًا لعقد مؤتمرات الفيديو عبر الإنترنت، وُحد المعيار إيتش.261 من قبل آي تي يو-تي في عام 1988، وتبعه لاحقًا معيار تشفير الفيديو إيتش.26 إكس.